# Lovers Dream & More Music for Psychotic Lovers
Lovers Dream & More Music for Psychotic Lovers är en EP av den svenska singer/songwritern Anna Ternheim, utgiven 2007 på Stockholm Records.

## Låtlista
1. "Lovers Dream"
2. "The Ones They Blame"
3. "Let the Bells Ring"
4. "Bridges"
5. "More Words of Love"
6. "Vals"

## Listplaceringar
| Lista (2007) | Topplacering |
| ------------ | ------------ |
| Sverige      | 4            |

### Fotnoter
1. ↑  ”Lovers Dream & More Music for Psychotic Lovers”. Discogs.com. http://www.discogs.com/Anna-Ternheim-Lovers-Dream-More-Music-For-Psychotic-Lovers/master/154389. Läst 17 maj 2012.
2. ↑  Placeringar på den svenska singellistan